# Мильнер, Карл
Карл Мильнер (нем. Carl Millner; 25 марта 1825, Миндельхайм — 19 мая 1895, Мюнхен) — немецкий живописец-пейзажист академического направления.

## Биография
Около 1850 года Карл, чтобы совершенствовать навыки рисунка и живописи, переехал из Миндельхайма в Мюнхен. Там он попал под влияние таких мастеров пейзажа, как Карл Ротман и Эдуард Шлейх. С 1858 года Мильнер также учился пейзажной живописи у Юлиуса Ланге.
Он быстро зарекомендовал себя как успешный художник и приобрёл известность своими альпийскими пейзажами с тщательно прорисованными мелкими деталями и особым вниманием к свету и тени. Его индивидуальный стиль тесно связан с любимыми мотивами изображения: обширные горные панорамы с высокими скалами, заснеженными вершинами Альп и горными потоками среди высоких деревьев.
В 1857 году Мильнер наладил отношения с торговцем картинами Даниэлем Лоффелем и достиг финансового благополучия. После 1858 года он брал дополнительные уроки у Юлиуса Ланге. Позднее он стал принимать в свою живописную мастерскую учеников.
В 2012 году в его родном городе Миндельхайм открылась галерея Карла Мильнера.

## Галерея
- Горный пейзаж. 1867
- Мальзерхайде близ Санкт-Валентина. Тироль. 1881. Холст, масло. Частное собрание
- Штауфен. 1848. Холст, масло. Частное собрание
- Альпийское озеро близ Хоэншвангау. 1872. Холст, масло. Частное собрание
- Орошаемая горная вершина Унтерсберг близ Зальцбурга. 1878. Холст, масло. Частное собрание
- Дорога в Понале. 1858. Холст, масло. Музей озера Гарда, Венето